# 諏訪之瀬島飛行場
諏訪之瀬島飛行場（すわのせじまひこうじょう）は、鹿児島県鹿児島郡十島村諏訪之瀬島幣崎原にある場外離着陸場。十島村により運営されている。

## 沿革
- 1975年 - ヤマハリゾートによって飛行場として開設される。
- 1983年 - 運用停止。
- 1997年 - 十島村の管理に移管[3]。主に災害・急患発生時のヘリポートとして使用[4]。
- 2017年 - 十島村が航空便の再誘致検討を開始[5]、場外離着陸場として飛行場の再活用を計画[4]。
- 2021年 - 国土交通省が場外離着陸場としての使用を認可[4]。
- 2022年
  - 9月27日 - 新ターミナル棟「諏訪之瀬島場外離着陸場避難ターミナル」開業[4][5]。鉄筋コンクリート造平屋建て120平米、待合所の他御岳火口からの噴石飛散時の避難所としての使用も想定した構造とした[4]。
  - 10月4日 - 新日本航空により週2便（毎週火・金曜日）鹿児島空港線の定期チャーター便運航開始[6]。

## 就航路線

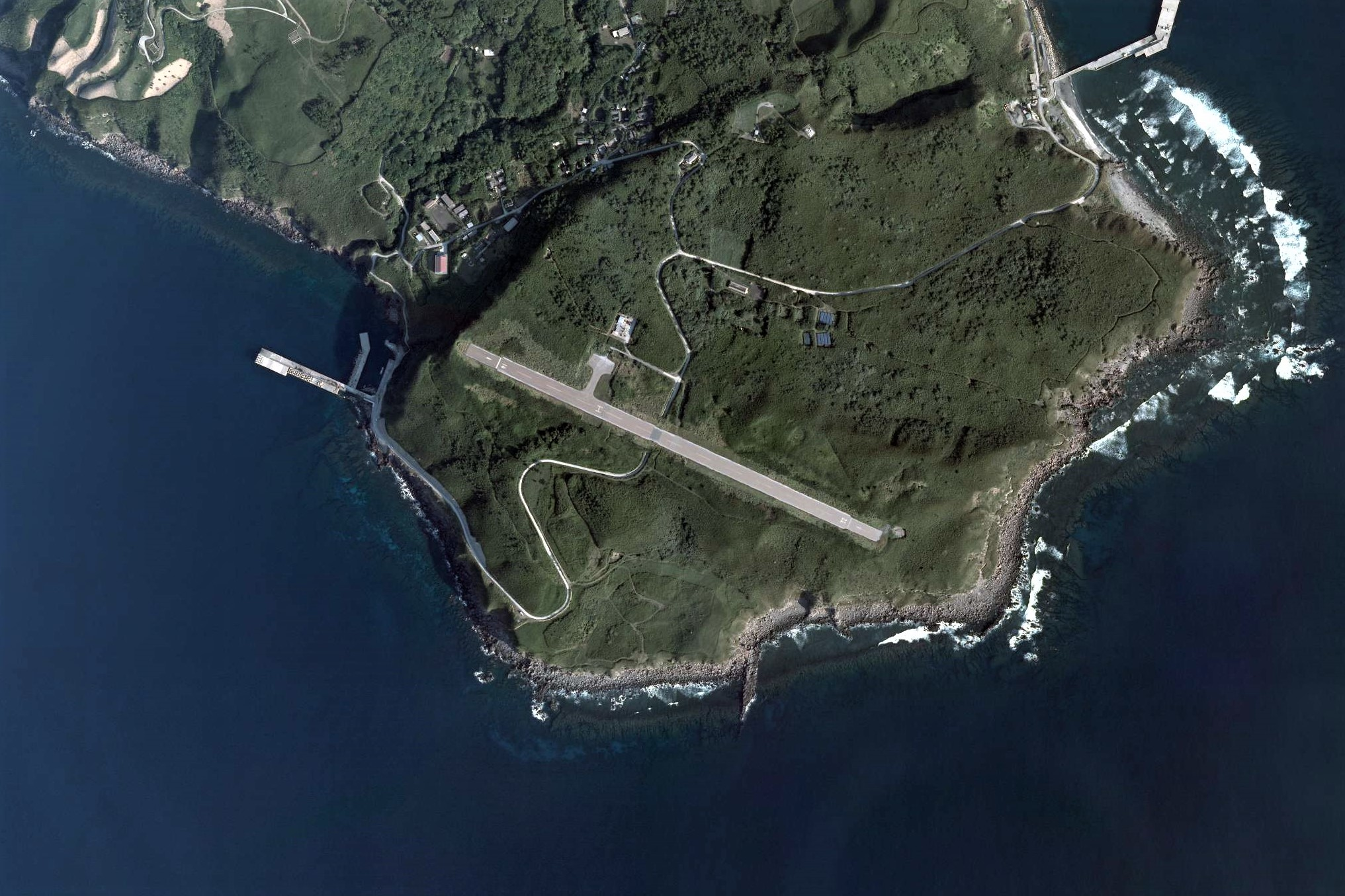
諏訪瀬島飛行場付近の空中写真。（2009年撮影）

1983年頃まで日本内外航空によって鹿児島空港とのあいだに、ブリテン・ノーマン アイランダーによる不定期便が1日1便運航していた。
枕崎飛行場が運用されていた当時は東和航空のセスナ機による不定期運航が行われていたが枕崎飛行場の廃港に伴う東和航空の解散とともに消滅。
2022年10月から鹿児島空港へ新日本航空の小型機による定期チャーター便が運航されている。

### 現在の就航路線
- 新日本航空 
  - 使用機材はセスナ172

| 航空会社          | 就航地     |
| ----------------- | ---------- |
| 新日本航空（NJA） | 鹿児島空港 |